# Гафса (езеро)
Гафса е ново езеро в Тунис, на около 25 километра от град Гафса.
Появява се през юли 2014 г. Предполага се, че появявата му се дължи на сеизмична дейност. На места е дълбоко до 20 метра.
То веднага става туристическа атракция. В началото езерото е с чисти, прозрачни води, които постепенно стават мътни и променят цвета си. Официалните власти се опасяват, че езерото може да е замърсено, дори радиоактивно, но въпреки това не се охранява